# Amstel Gold Race 2002
L'Amstel Gold Race 2002 fou la 37a edició de l'Amstel Gold Race. La cursa es disputà el 28 d'abril de 2002, sent el vencedor final l'italià Michele Bartoli, que s'imposà a l'esprint als seus companys d'escapada en la meta de Maastricht.
195 ciclistes hi van prendre part, acabant la cursa 98 d'ells.

## Classificació final
|    | Ciclista          | Equip            | Temps      |
| -- | ----------------- | ---------------- | ---------- |
| 1  | Michele Bartoli   | Fassa Bortolo    | 6h 49' 17" |
| 2  | Sergei Ivanov     | Fassa Bortolo    | m. t.      |
| 3  | Michael Boogerd   | Rabobank ProTeam | m. t.      |
| 4  | Lance Armstrong   | US Postal        | m. t.      |
| 5  | Óscar Freire      | Mapei-Quick Step | + 52"      |
| 6  | Peter Van Petegem | Lotto-Adecco     | m. t.      |
| 7  | Jo Planckaert     | Cofidis          | m. t.      |
| 8  | Paolo Bettini     | Mapei-Quick Step | m. t.      |
| 9  | Erik Zabel        | Team Telekom     | m. t.      |
| 10 | Nico Mattan       | Cofidis          | m. t.      |